# Wilhelm Messerer
Wilhelm Otto Richard Messerer (* 29. November 1920 in München; † 23. Dezember 1989 ebendort) war ein deutscher Kunsthistoriker.

## Leben
Wilhelm Messerer besuchte das humanistische Gymnasium in Ettal, an dem er 1939 das Abitur ablegte. Im November 1939 begann er das Studium an der Münchener Ludwig-Maximilians-Universität. Dieses wurde 1940 durch die Einberufung zur Wehrmacht und dem folgenden Kriegsdienst in Russland und Italien und eine kurze Kriegsgefangenschaft in Italien unterbrochen. 
Vom August 1945 bis Mai 1946 arbeitete er als Volontär am Bayerischen Landesamt für Denkmalpflege und konnte ab April 1946 sein Studium fortsetzen. Er promovierte 1949 bei Hans Jantzen über Ottonische Einzelfiguren unter byzantinischem Einfluss. Weitere Professoren waren Ernst Buschor, Albert Boeckler, Werner Gross, Hans Sedlmayr und Karl Oettinger. 1950/51 und 1956 erhielt er Arbeitsstipendien der Deutschen Forschungsgemeinschaft.

### Schaffen
Er lehrte 1951/52 nebenamtlich Kunstgeschichte am Oskar-von-Miller-Polytechnikum München und erhielt 1953 den hauptamtlichen Lehrauftrag für Kunstgeschichte an der Philosophisch-Theologischen Hochschule Regensburg. 1954/55 war er wissenschaftlicher Assistent der Bibliotheca Hertziana in Rom. 1956 erwarb er mit der Habilitationsschrift Das Relief im Mittelalter die Venia legendi für Kunstgeschichte. 1964 übernahm er eine Vertretungsprofessur in Erlangen und  die Übernahme der Professur für Kunstgeschichte in Bamberg. 1967 erhielt Messerer den Ruf auf den Lehrstuhl des Kunsthistorischen Instituts der Universität des Saarlandes. 1971 lehnte er einen Ruf nach Erlangen ab. 1975 nahm er einen Ruf an die Universität Salzburg an. Dort lehrte er bis zu seiner Emeritierung 1987. 
Messerers Forschungsschwerpunkt war von Anfang an das Mittelalter und insbesondere die ottonische Kunst. In den Vorlesungen der Universität des Saarlandes beschäftigte er sich mit der romanischen Plastik in Frankreich, den Malern des Blauen Reiters, den Anfängen abendländischer Bildkunst in der Karolingerzeit, Goya, Michelangelo und der Cinquecento-Architektur, den Hauptwerken spanischer Kunst, der Plastik in Florenz und der Toskana bis 1500, der Malerei der Frührenaissance, der Bildkunst im Frühmittelalter, Fragen der Stilgeschichte und der Europäischen Graphik.

## Schriften (Auswahl)
- Francisco Goya – Form und Gehalt seiner Kunst. Luca Verlag, Freren 1983, ISBN 978-3-923641-01-7.
- Karolingische Kunst. Hrsg. Von Ernesto Grassi u. Walter Hess. DuMont Schauberg, Köln 1973, ISBN 978-3-7701-0452-9.
- Romanische Plastik in Frankreich. Hrsg. Ernesto Grassi u. Walter Hess. DuMont Schauberg, Köln 1964.
- Kinder ohne Alter: Putten in der Kunst der Barockzeit. Pustet, Regensburg 1962.
- Das Relief im Mittelalter. Mann, Berlin 1959.
- Zum Kaiserbild des Aachener Ottonencodex. Vandenhoeck u. Ruprecht, Göttingen 1959.
- Frühe deutsche Miniaturen. Verlag Darmstadt, Dt. Buch-Gemeinschaft, Wien 1958.
- Der Bamberger Domschatz in seinem Bestande bis zum Ende der Hohenstaufen-Zeit. Verlag München Hirmer, 1952
- Ottonische Einzelfiguren unter byzantinischem Einfluss. (Dissertation), Hochschulzeitschrift der Universität München, 1949.
- Der Stil in der Karolingischen Kunst. Deutsche Vierteljahrsschrift für Literaturwissenschaft und Geistesgeschichte im Verlag J.B. Metzler, Stuttgart 1967.
- als Hrsg. mit Hans Sedlmayr: Festschrift, Karl Oettinger zum 60. Geburtstag am 4. März 1966 zugewidmet. Erlangen 1967 (= Erlanger Forschungen, Reihe A: Geisteswissenschaften. Band 20).
- Einige Darstellungsprinzipien der Kunst im Mittelalter. Deutsche Vierteljahrsschrift für Literaturwissenschaft und Geistesgeschichte, Stuttgart 1962.
- Verkündigungsdarstellungen des 15. u. 16. Jhs. als Zeugnisse des Frömmigkeitswandels. (Archiv f. Liturgiewiss.1959)
- Figur und Bild im Werk von Velazquez. (Festschr. f. Hans Sedlmayr, masch. schr.), 1956.
- Führende Bauaufgaben der Gegenwart. DuMont Schauberg, Köln 1973.
- Vom Anschaulichen ausgehen. Böhlau Verlag, Wien 1992, ISBN 978-3-205-05384-2.